# Folkington
Folkington är en by i civil parish Long Man, i distriktet Wealden, i grevskapet East Sussex i England. Byn är belägen 16 km från Lewes. Folkington var en civil parish fram till 1990 när blev den en del av Long Man. Civil parish hade 73 invånare år 1961. Byn nämndes i Domedagsboken (Domesday Book) år 1086, och kallades då Fochintone.